# Sport Club Fortuna Köln 2015-2016
Questa voce raccoglie le informazioni riguardanti lo Sport Club Fortuna Köln nelle competizioni ufficiali della stagione 2015-2016.

## Stagione
Nella stagione 2015-2016 il Fortuna Colonia, allenato da Uwe Koschinat, concluse il campionato di 3. Liga all'11º posto.

## Rosa
| N. |                      | Ruolo | Calciatore          |
| -- | -------------------- | ----- | ------------------- |
| 1  | Germania (bandiera)  | P     | André Poggenborg    |
| 2  | Germania (bandiera)  | D     | Tobias Fink         |
| 3  | Germania (bandiera)  | D     | Daniel Flottmann    |
| 4  | Mozambico (bandiera) | D     | Boné Uaferro        |
| 5  | Germania (bandiera)  | C     | Markus Pazurek      |
| 6  | Germania (bandiera)  | D     | Dennis Engelmann    |
| 7  | Germania (bandiera)  | C     | Michael Kessel      |
| 8  | Germania (bandiera)  | C     | Can Serdar          |
| 10 | Germania (bandiera)  | A     | Julius Biada        |
| 11 | Germania (bandiera)  | C     | Kai Bösing          |
| 12 | Italia (bandiera)    | P     | Antonio Vella       |
| 13 | Germania (bandiera)  | A     | Johannes Rahn       |
| 14 | Germania (bandiera)  | D     | Cimo Röcker         |
| 15 | Germania (bandiera)  | C     | Christopher Theisen |
| 16 | Ghana (bandiera)     | D     | Kusi Kwame          |

| N. |                         | Ruolo | Calciatore          |
| -- | ----------------------- | ----- | ------------------- |
| 17 | Germania (bandiera)     | D     | Jannik Schneider    |
| 18 | Brasile (bandiera)      | C     | Cauly               |
| 19 | Turchia (bandiera)      | C     | Ozan Yilmaz         |
| 20 | Germania (bandiera)     | C     | Oliver Schröder     |
| 21 | Germania (bandiera)     | C     | Ergün Pala          |
| 22 | Germania (bandiera)     | D     | Florian Hörnig      |
| 23 | Germania (bandiera)     | P     | Tim Boss            |
| 27 | RD del Congo (bandiera) | D     | Cédric Mimbala      |
| 28 | Germania (bandiera)     | C     | Lars Bender         |
| 29 | Germania (bandiera)     | C     | Andreas Glockner    |
| 30 | Tunisia (bandiera)      | C     | Hamdi Dahmani       |
| 33 | Germania (bandiera)     | A     | Marco Königs        |
| 34 | Danimarca (bandiera)    | C     | Kristoffer Andersen |
| 39 | Turchia (bandiera)      | A     | Serhat Koruk        |

## Organigramma societario
Area tecnica
- Allenatore: Uwe Koschinat
- Allenatore in seconda: André Filipovic
- Preparatore dei portieri: Michael Hafkemeyer
- Preparatori atletici: André Filipovic, Christian Osebold

## Calciomercato

### Sessione estiva
| Acquisti | Acquisti         | Acquisti                | Acquisti |
| R.       | Nome             | da                      | Modalità |
| -------- | ---------------- | ----------------------- | -------- |
| C        | Kai Bösing       | Roda JC                 |          |
| P        | Tim Boss         | Wattenscheid 09         |          |
| A        | Marco Königs     | Jahn Ratisbona          |          |
| A        | Serhat Koruk     | Fortuna Colonia U19     |          |
| C        | Ergün Pala       | Fortuna Colonia U19     |          |
| D        | Jannik Schneider | Bayer Leverkusen U19    |          |
| C        | Oliver Schröder  | Erzgebirge Aue          |          |
| C        | Can Serdar       | Borussia M'gladbach U19 |          |

| Cessioni | Cessioni          | Cessioni               | Cessioni |
| R.       | Nome              | a                      | Modalità |
| -------- | ----------------- | ---------------------- | -------- |
| C        | Sascha Marquet    | TSV Steinbach Haiger   |          |
| A        | Marco Ban         | Colonia II             |          |
| A        | Ercan Aydogmus    | Wuppertal              |          |
| C        | Thomas Kraus      | Borussia M'gladbach II |          |
| P        | Alexander Monath  | Viktoria Colonia       |          |
| D        | Jan-André Sievers | Lubecca                |          |
| A        | Marko Stojanović  | VfL Leverkusen         |          |

### Sessione invernale
| Acquisti | Acquisti            | Acquisti        | Acquisti |
| R.       | Nome                | da              | Modalità |
| -------- | ------------------- | --------------- | -------- |
| D        | Cédric Mimbala      | Energie Cottbus |          |
| C        | Christopher Theisen | Norimberga II   |          |

| Cessioni | Cessioni | Cessioni | Cessioni |
| R.       | Nome     | a        | Modalità |
| -------- | -------- | -------- | -------- |

## Risultati

### 3. Liga

#### Girone di andata
| Arbitro: | Alt |

|                                     |           |           |
| Braun-Schumacher 10’ Baumgärtel 52’ | Marcatori | 57’ Biada |

| Arbitro: | Schriever |

|            |           |           |
| Königs 28’ | Marcatori | 46’ Morys |

| Arbitro: | Günsch |

|                                            |           |                             |
| Jänicke 22’, 36’ Perstaller 38’ Bickel 61’ | Marcatori | 7’ (aut.) Ikeng 40’ Pazurek |

| Arbitro: | Reichel |

|                                   |           |  |
| Biada 11’ Hörnig 77’ Andersen 86’ | Marcatori |  |

| Arbitro: | Schwermer |

|                              |           |                       |
| Schnellhardt 29’ Czichos 66’ | Marcatori | 25’ Königs 77’ Kessel |

| Arbitro: | Kempkes |

|                             |           |          |
| Rahn 26’ (rig.), 29’ (rig.) | Marcatori | 19’ Beck |

| Arbitro: | Hussein |

|                                              |           |  |
| Schnellbacher 66’ Schindler 74’ Vitzthum 80’ | Marcatori |  |

| Arbitro: | Huber |

|            |           |                                                          |
| Königs 69’ | Marcatori | 4’, 84’ (rig.) Eilers 11’ Hefele 47’ Testroet 53’ Aosman |

| Arbitro: | Waschitzki-Günther |

|                                      |           |                   |
| Heitmeier 25’ Kopplin 75’ Krohne 79’ | Marcatori | 23’ (rig.) Königs |

| Arbitro: | Schult |

|                      |           |                        |
| Dahmani 2’ Cauly 66’ | Marcatori | 87’ Breier 90’ Röttger |

| Arbitro: | Kornblum |

|                                         |           |  |
| Besuschkow 39’ Tashchy 49’ Gabriele 75’ | Marcatori |  |

| Arbitro: | Jöllenbeck |

|  |           |                                              |
|  | Marcatori | 15’ (rig.) Daghfous 42’ Benatelli 49’ Jabiri |

| Arbitro: | Pfeifer |

|  |           |                       |
|  | Marcatori | 37’ Kessel 64’ Königs |

| Arbitro: | Schlager |

|                                   |           |           |
| Königs 39’ Dahmani 52’ Bender 65’ | Marcatori | 88’ Kalig |

| Arbitro: | Badstübner |

|           |           |            |
| Osawe 81’ | Marcatori | 32’ Königs |

| Arbitro: | Zorn |

|                      |           |             |
| Königs 34’ Cauly 90’ | Marcatori | 71’ Verlaat |

| Arbitro: | Huber |

|                                         |           |             |
| Kaffenberger 47’ Danneberg 64’ Fink 81’ | Marcatori | 22’ Pazurek |

| Arbitro: | Koslowski |

|                           |           |  |
| Skarlatidis 23’ Adler 31’ | Marcatori |  |

| Arbitro: | Sather |

|                           |           |               |
| Biada 27’, 44’ Königs 46’ | Marcatori | 69’ Hohnstedt |

#### Girone di ritorno
| Arbitro: | Hussein |

|                                |           |             |
| Cauly 15’ Biada 35’ Königs 78’ | Marcatori | 82’ Mendler |

| Arbitro: | Skorczyk |

|  |           |                                    |
|  | Marcatori | 9’ (aut.) Menig 28’ (aut.) Schwabl |

| Arbitro: | Stark |

|                                                 |           |             |
| Biada 15’ Königs 16’, 20’ (rig.) Cauly 72’, 83’ | Marcatori | 44’ Jänicke |

| Cottbus 31 gennaio 2016, ore 14:00 CET 23ª giornata | Energie Cottbus | 0 – 0 referto | Fortuna Colonia | Stadion der Freundschaft (12 665 spett.)\| Arbitro: \| Kempter \| |
| Arbitro:                                            | Kempter         |               |                 |                                                                   |

| Arbitro: | Jablonski |

|                     |           |                                       |
| Königs 8’ Biada 88’ | Marcatori | 4’ Schnellhardt 9’ Czichos 46’ Heider |

| Magdeburgo 13 febbraio 2016, ore 14:00 CET 25ª giornata | Magdeburgo | 0 – 0 referto | Fortuna Colonia | MDCC-Arena (14 924 spett.)\| Arbitro: \| Reichel \| |
| Arbitro:                                                | Reichel    |               |                 |                                                     |

| Arbitro: | Schwermer |

|                                               |           |               |
| Biada 1’, 61’ Ruprecht 36’ (aut.) Dahmani 56’ | Marcatori | 58’ Schindler |

| Arbitro: | Heft |

|                                         |           |  |
| Aosman 11’ Testroet 20’, 49’ Eilers 68’ | Marcatori |  |

| Arbitro: | Koslowski |

|                     |           |              |
| Biada 19’ Cauly 85’ | Marcatori | 72’ Grimaldi |

| Arbitro: | Günsch |

|            |           |           |
| Röttger 3’ | Marcatori | 4’ Hörnig |

| Arbitro: | Sather |

|            |           |                                    |
| Königs 76’ | Marcatori | 24’, 59’ Cacau 55’ (rig.) Gabriele |

| Arbitro: | Bokop |

|                                                                  |           |            |
| Shapourzadeh 38’ (rig.) Soriano 51’ Jabiri 76’ Hörnig 79’ (aut.) | Marcatori | 35’ Königs |

| Arbitro: | Kempkes |

|             |           |                                    |
| Dahmani 45’ | Marcatori | 20’ Menz 28’ Kammlott 59’ Szimayer |

| Arbitro: | Jöllenbeck |

|  |           |           |
|  | Marcatori | 87’ Biada |

| Arbitro: | Rohde |

|  |           |                  |
|  | Marcatori | 17’, 77’ Aydemir |

| Arbitro: | Bokop |

|           |           |                           |
| Hüsing 7’ | Marcatori | 16’, 37’ Biada 65’ Königs |

| Arbitro: | Kornblum |

|  |           |                             |
|  | Marcatori | 22’ Cincotta 67’, 70’ Frahn |

| Arbitro: | Schult |

|  |           |                            |
|  | Marcatori | 11’ (rig.) Riese 54’ Köpke |

| Arbitro: | Koslowski |

|            |           |                             |
| Tigges 57’ | Marcatori | 47’, 83’ Dahmani 74’ Bender |

## Statistiche

### Statistiche di squadra
| Competizione | Punti | In casa | In casa | In casa | In casa | In casa | In casa | In trasferta | In trasferta | In trasferta | In trasferta | In trasferta | In trasferta | Totale | Totale | Totale | Totale | Totale | Totale | DR  |
| Competizione | Punti | G       | V       | N       | P       | Gf      | Gs      | G            | V            | N            | P            | Gf           | Gs           | G      | V      | N      | P      | Gf     | Gs     | DR  |
| ------------ | ----- | ------- | ------- | ------- | ------- | ------- | ------- | ------------ | ------------ | ------------ | ------------ | ------------ | ------------ | ------ | ------ | ------ | ------ | ------ | ------ | --- |
| 3. Liga      | 49    | 19      | 9       | 2       | 8       | 35      | 35      | 19           | 5            | 5            | 9            | 21           | 34           | 38     | 14     | 7      | 17     | 56     | 69     | -13 |
| Totale       | 49    | 19      | 9       | 2       | 8       | 35      | 35      | 19           | 5            | 5            | 9            | 21           | 34           | 38     | 14     | 7      | 17     | 56     | 69     | -13 |

### Andamento in campionato
| Giornata  | 1  | 2  | 3  | 4  | 5  | 6 | 7  | 8  | 9  | 10 | 11 | 12 | 13 | 14 | 15 | 16 | 17 | 18 | 19 | 20 | 21 | 22 | 23 | 24 | 25 | 26 | 27 | 28 | 29 | 30 | 31 | 32 | 33 | 34 | 35 | 36 | 37 | 38 |
| --------- | -- | -- | -- | -- | -- | - | -- | -- | -- | -- | -- | -- | -- | -- | -- | -- | -- | -- | -- | -- | -- | -- | -- | -- | -- | -- | -- | -- | -- | -- | -- | -- | -- | -- | -- | -- | -- | -- |
| Luogo     | T  | C  | T  | C  | T  | C | T  | C  | T  | C  | T  | C  | T  | C  | T  | C  | T  | T  | C  | C  | T  | C  | T  | C  | T  | C  | T  | C  | T  | C  | T  | C  | T  | C  | T  | C  | C  | T  |
| Risultato | P  | N  | P  | V  | N  | V | P  | P  | P  | N  | P  | P  | V  | V  | N  | V  | P  | P  | V  | V  | V  | V  | N  | P  | N  | V  | P  | V  | N  | P  | P  | P  | V  | P  | V  | P  | P  | V  |
| Posizione | 15 | 15 | 18 | 13 | 15 | 9 | 13 | 16 | 18 | 17 | 18 | 20 | 19 | 14 | 15 | 12 | 14 | 16 | 15 | 12 | 9  | 6  | 8  | 8  | 10 | 9  | 10 | 9  | 8  | 9  | 11 | 12 | 9  | 12 | 10 | 12 | 13 | 11 |

Legenda:

Luogo: C = Casa; T = Trasferta. Risultato: V = Vittoria; N = Pareggio; P = Sconfitta.

### Statistiche dei giocatori
| K. Andersen   | 25 | 1  | 8 | 0 |
| L. Bender     | 35 | 2  | 1 | 0 |
| J. Biada      | 33 | 13 | 4 | 0 |
| T. Boss       | 10 | 0  | 1 | 0 |
| K. Bösing     | 6  | 0  | 1 | 0 |
| C. Cauly      | 22 | 6  | 5 | 0 |
| H. Dahmani    | 33 | 6  | 3 | 1 |
| D. Engelmann  | 16 | 0  | 0 | 1 |
| T. Fink       | 16 | 0  | 7 | 2 |
| D. Flottmann  | 28 | 0  | 6 | 0 |
| A. Glockner   | 24 | 0  | 5 | 0 |
| F. Hörnig     | 28 | 2  | 3 | 0 |
| M. Kessel     | 24 | 2  | 7 | 0 |
| S. Koruk      | 5  | 0  | 0 | 0 |
| K. Kwame      | 30 | 0  | 8 | 0 |
| M. Königs     | 36 | 16 | 7 | 1 |
| C. Mimbala    | 7  | 0  | 2 | 1 |
| E. Pala       | 0  | 0  | 0 | 0 |
| M. Pazurek    | 18 | 2  | 6 | 0 |
| A. Poggenborg | 29 | 0  | 1 | 0 |
| J. Rahn       | 24 | 2  | 1 | 0 |
| C. Röcker     | 5  | 0  | 3 | 0 |
| J. Schneider  | 5  | 0  | 0 | 0 |
| O. Schröder   | 23 | 0  | 4 | 0 |
| C. Serdar     | 5  | 0  | 1 | 0 |
| C. Theisen    | 4  | 0  | 0 | 0 |
| B. Uaferro    | 28 | 0  | 3 | 1 |
| A. Vella      | 0  | 0  | 0 | 0 |
| O. Yilmaz     | 12 | 0  | 0 | 0 |